# Építőipar
Az építőipar azon iparágak gyűjtőneve, melyek az épített tereket hozzák létre a társadalom számára. Számos részterületre bontható az épített tér helyzete (magas- és mélyépítészet), a közösségi terek jellege (városépítészet), a tereket és épített egységeket összekapcsoló közművek (közműépítés, műtárgyak, utak és vasutak építészete) és a kulturális jellege (műemlékvédelem) alapján is.

Előszerelt (prefabricated) ház építése.

## Építőipari alrendszerek

### Alpintechnika
Olyan építészeti feladatok ellátása, amelyet a hegymászásnál használt módszerekkel lehet megvalósítani.

### Árnyékolástechnika
Épületek napsugárzás elleni árnyékolását megoldó építészeti alrendszer.
Az eszközök felsorolásában az alapmegoldások találhatóak, ezek változatos kombinációi lehetségesek, többféle kivitelben.
- Redőny: A védendő felület tetején feltekert állapotban lévő felület a kívánt mértékben leereszthető
- Lamellás árnyékoló: egymással párhuzamos, vékony lapok elfordításával lehetséges a szabályozás
- Függöny: Az árnyékoló a felület tetején lévő sínen lóg, általában teljesen a szélekre mozgatható.
- Spaletta: Kiegészítő nyílászáró, melynek felülete általában lamellás.
- Ernyő: Az árnyékoló egy rudazat segítségével aktiválható, a védendő felülettől nagyobb távolságra helyezkedik el.

### Asztalosipar
Az épületek belső bútorozását végző iparág.

### Belsőépítészet
Az épületek belső berendezését tervező és kivitelező iparág.

### Betonépítészet
Ma már az épületek és közutak, vezetékek, hidak legnagyobb része a vasbeton fölhasználásával készül. A vasbeton a vázát alkotja az építészeti alkotásoknak.

### Biztonságtechnika
A modern építészetnek berendezéseket kell elkészítenie a tűz, a vízkár, a szélkárok elkerülése érdekében. Ugyancsak ide tartozik a villámelhárítás, az elektromos biztonság kezelése is.

### Burkolástechnika, szigeteléstechnika
Az épület külső és a falak belső felületét is különleges anyagokkal védik az erózió, a rongálódás ellen. Ugyancsak a burkolással illesztik az épített falat a környezethez. A hőszigetelés és önellátás a passzívházaknál olyan mértékű, hogy több hagyományos épületgépészeti rendszer szükségtelenné válik.

### Csatornaépítés
Az emberi tartózkodásra épített terek legősibb illesztése a városban a csatorna. A vízkörzés a víz bevezetését, majd a szennyvíz elvezetését jelenti. Nagy mennyiségű víz elvezetése az ókorban a mezőgazdaság számára is fontos volt. A csatornaépítészet az egyik legősibb építészeti iparág ezen a területen (mocsarak lecsapolása is ide tartozik).

### Építőanyag-ipar
A bányászattól a különféle félkésztermékekig tart a különféle építőanyag-ipari ágazatok munkája, melyeket aztán az építés során fölhasználnak.

### Építőgépipar
Számos gép veszi ma már körül az épülő építményeket. A daruk, szállítószalagok, betonkeverők, vagy a betont odaszállító egységek, a földmunkák gépei, mind az építőgépipar alrendszerei.

### Felvonóipar
A magas épületekben a mozgást a felvonók (liftek) teszik kényelmessé. Ez az iparág nagyméretű ipari létesítményekben is fontos szerephez jut (hidak, autópályák, malmok, felhőkarcolók fölvonói).

### Épületgépészeti ipar
A felvonóipar is az összetettebb épületgépészeti ipar egyik alrendszere. A belső áramlások és a környezetből odaszállított anyagok belső köröztetése, áramoltatása ebben az épületgépészeti iparban terveződik, majd épül meg. Víz, villany és gázhálózat, valamint ma már a mikroelektronikai hálózat is fontos részét alkotják az épületeket létrehozó iparágnak.

### Kertészet
Az épített műtárgyakat a természeti és a városi környezetbe illeszti ez a részterület.

### Klíma- és légtechnika
Az épületgépészet egyik alrendszere.

### Magasépítés és mélyépítés
Különleges magasságba vagy mélységbe nyúló épített alkotások tartoznak a magasépítés és a mélyépítés iparági rendszerébe. Hidak, bányák, alagutak, tornyok építészete tartozik ebbe a körbe.

### Méréstechnika
A modern, nagy értékű épületeket folyamatos ellenőrzés alatt kell tartani. Az ilyen összetett mérő rendszerek ma már egy nagy értékű épületnél, üzemnél diszpécserszolgálatot igényelnek. Ennek mérőhálózatát biztosítja a méréstechnika.

### Fogyasztóvédelem az építőiparban
Az Építkezők Fogyasztóvédelmi Egyesülete egy új generációs társadalmi fogyasztóvédelmi szervezet. Munkájával elsősorban az építkezőknek, lakásfelújítóknak nyújt segítséget, ahhoz hogy érdekeiket hatékonyabban érvényesíthessék.